# Liste de chansons Eurodance
Ce qui suit est une liste de chansons Eurodance, présentées par ordre chronologique, avec les plus anciennes en haut de la liste.

## Fin des années 1980
| Année | Artiste       | Origine   | Chanson                 |
| ----- | ------------- | --------- | ----------------------- |
| 1988  | Milli Vanilli | Allemagne | Girl You Know It's True |
| 1989  | Black Box     | Italie    | Ride on Time            |
| 1989  | Technotronic  | Belgique  | Pump Up the Jam,        |

## Années 1990
| Année | Artiste                           | Origine                     | Chanson                                 |
| ----- | --------------------------------- | --------------------------- | --------------------------------------- |
| 1990  | Snap!                             | Allemagne                   | The Power                               |
| 1991  | 2 Unlimited                       | Pays-Bas                    | Get Ready for This                      |
| 1991  | Army of Lovers                    | Suède                       | Crucified                               |
| 1991  | Black Box                         | Italie                      | Strike It Up                            |
| 1991  | 2 Fabiola                         | Belgique                    | The Milky Way                           |
| 1992  | 2 Unlimited                       | Pays-Bas                    | Twilight Zone                           |
| 1992  | Army of Lovers                    | Suède                       | Ride the Bullet                         |
| 1992  | Captain Hollywood Project         | Allemagne                   | More And More                           |
| 1992  | DJ BoBo                           | Suisse                      | Somebody Dance with Me                  |
| 1992  | Double You                        | Italie                      | Please Don't Go                         |
| 1992  | Dr. Alban                         | Nigeria Suède               | It's My Life                            |
| 1992  | Felix                             | Royaume-Uni                 | Don't You Want Me                       |
| 1992  | Snap!                             | Allemagne                   | Rhythm Is a Dancer,                     |
| 1992  | Leila K                           | Suède                       | Open Sesame                             |
| 1993  | 2 Unlimited                       | Pays-Bas                    | No Limit                                |
| 1993  | 2 Unlimited                       | Pays-Bas                    | Tribal Dance                            |
| 1993  | Corona                            | Italie                      | The Rhythm of the Night,                |
| 1993  | Culture Beat                      | Allemagne                   | Mr. Vain                                |
| 1993  | Haddaway                          | Allemagne Trinité-et-Tobago | What Is Love,                           |
| 1993  | Haddaway                          | Allemagne Trinité-et-Tobago | Life (Everybody Needs Somebody to Love) |
| 1993  | Magic Affair                      | Allemagne                   | Omen III                                |
| 1993  | Masterboy                         | Allemagne                   | I Got To Give It Up                     |
| 1993  | Whigfield                         | Danemark                    | Saturday Night                          |
| 1994  | 2 Unlimited                       | Pays-Bas                    | The Real Thing,                         |
| 1994  | B.G. The Prince Of Rap            | États-Unis                  | The Colour of My Dreams                 |
| 1994  | Cappella                          | Italie                      | U & Me                                  |
| 1994  | DJ BoBo                           | Suisse                      | Let the Dream Come True                 |
| 1994  | Doop                              | Pays-Bas                    | Doop                                    |
| 1994  | Dr. Alban                         | Nigeria Suède               | Look Who's Talking                      |
| 1994  | E-Rotic                           | Allemagne                   | Max Don't Have Sex With Your Ex         |
| 1994  | La Bouche                         | Allemagne                   | Sweet Dreams                            |
| 1994  | Masterboy                         | Allemagne                   | Feel the Heat Of The Night              |
| 1994  | Haddaway                          | Allemagne Trinité-et-Tobago | Rock My Heart                           |
| 1994  | Mc Sar & The Real McCoy           | Allemagne                   | Another Night                           |
| 1994  | Rednex                            | Suède                       | Cotton Eye Joe,                         |
| 1994  | Scatman John                      | États-Unis                  | Scatman (Ski Ba Bop Ba Dop Bop),        |
| 1995  | Ace of Base                       | Suède                       | Beautiful Life                          |
| 1995  | 2 Fabiola                         | Belgique                    | Play This Song                          |
| 1995  | 2 Fabiola                         | Belgique                    | Lift U Up                               |
| 1995  | DJ BoBo                           | Suisse                      | There Is a Party                        |
| 1995  | Dreamworld                        | Suède                       | Movin' Up                               |
| 1995  | Haddaway                          | Allemagne Trinité-et-Tobago | Fly Away                                |
| 1995  | La Bouche                         | Allemagne                   | I Love to Love                          |
| 1995  | La Bouche                         | Allemagne                   | Fallin’ in Love                         |
| 1995  | La Bouche                         | Allemagne                   | Be My Lover                             |
| 1992  | Leila K                           | Suède                       | Electric                                |
| 1995  | Me & My                           | Danemark                    | Dub-I-Dub                               |
| 1995  | Sabrina Salerno                   | Italie                      | Angel Boy                               |
| 1996  | 2 Fabiola                         | Belgique                    | I'm on Fire                             |
| 1996  | Amber                             | Allemagne                   | This Is Your Night                      |
| 1996  | Gala                              | Italie                      | Freed from Desire,                      |
| 1996  | Gina G                            | Australie                   | Ooh Aah... Just a Little Bit            |
| 1996  | Mr. President                     | Allemagne                   | Coco Jamboo                             |
| 1996  | Milk Inc.                         | Belgique                    | La Vache                                |
| 1996  | Paradisio                         | Belgique                    | Bailando                                |
| 1996  | Twenty 4 Seven                    | Pays-Bas                    | We Are the World                        |
| 1997  | 2 Eivissa                         | Allemagne                   | Oh La La La                             |
| 1997  | 2 Fabiola                         | Belgique                    | Magic Flight                            |
| 1997  | Aqua                              | Danemark                    | Barbie Girl                             |
| 1997  | Gala                              | Italie                      | Let a Boy Cry                           |
| 1997  | E-Type                            | Suède                       | I Just Wanna Be With You                |
| 1997  | Milk Inc.                         | Belgique                    | Free Your Mind                          |
| 1997  | Paradisio                         | Belgique                    | Vamos a la Discoteca                    |
| 1997  | Sash!                             | Allemagne                   | Ecuador                                 |
| 1997  | Sash!                             | Allemagne                   | Encore une fois                         |
| 1997  | Sash!                             | Allemagne                   | Stay                                    |
| 1998  | Alice DeeJay                      | Pays-Bas                    | Better Off Alone,                       |
| 1998  | Bus Stop                          | Royaume-Uni                 | Kung Fu Fighting                        |
| 1998  | Daze                              | Danemark                    | Together Forever (The Cyber Pet Song)   |
| 1998  | E-Type                            | Suède                       | Here I Go Again                         |
| 1998  | Loona                             | Pays-Bas                    | Bailando                                |
| 1998  | Love Inc.                         | Canada                      | You're a Superstar                      |
| 1998  | Milk Inc.                         | Belgique                    | Inside Of Me                            |
| 1998  | Santamaria                        | Portugal                    | Rumos da Verdade                        |
| 1998  | Vengaboys                         | Pays-Bas                    | Up and Down                             |
| 1998  | Vengaboys                         | Pays-Bas                    | We Like to Party                        |
| 1999  | 2 Fabiola                         | Belgique                    | New Year's Day                          |
| 1999  | Alice DeeJay                      | Pays-Bas                    | Back in My Life                         |
| 1999  | Amber                             | Allemagne                   | Sexual (Li Da Di)                       |
| 1999  | Angel City featuring Lara McAllen | Pays-Bas Royaume-Uni        | Love Me Right (Oh Sheila)               |
| 1999  | Eiffel 65                         | Italie                      | Blue (Da Ba Dee)                        |
| 1999  | Fragma                            | Allemagne                   | Toca Me                                 |
| 1999  | Milk Inc.                         | Belgique                    | In My Eyes                              |
| 1999  | Milk Inc.                         | Belgique                    | Promise                                 |
| 1999  | Milk Inc.                         | Belgique                    | Losing Love                             |
| 1999  | Milk Inc.                         | Belgique                    | Oceans                                  |
| 1999  | Santamaria                        | Portugal                    | Tudo Pra te Amar                        |
| 1999  | Vengaboys                         | Pays-Bas                    | Boom, Boom, Boom, Boom!!,               |

## Années 2000
| Année | Artiste                      | Origine          | Chanson                                                                   |
| ----- | ---------------------------- | ---------------- | ------------------------------------------------------------------------- |
| 2000  | ATC                          | Allemagne        | Around the World (La La La La La)                                         |
| 2000  | ATC                          | Allemagne        | My Heart Beat Like a Drum                                                 |
| 2000  | Fragma                       | Allemagne        | Toca's Miracle                                                            |
| 2000  | French Affair                | Allemagne France | My Heart Goes Boom (La Di Da Da)                                          |
| 2000  | AnnaGrace                    | Belgique         | Castles In The Sky                                                        |
| 2000  | Milk Inc.                    | Belgique         | Land Of The Living                                                        |
| 2000  | ATC                          | Allemagne        | Why Oh Why                                                                |
| 2000  | Milk Inc.                    | Belgique         | Walk On Water                                                             |
| 2000  | Santamaria                   | Portugal         | A Voar (em ti)                                                            |
| 2001  | DJ Encore featuring Engelina | Danemark         | I See Right Through to You                                                |
| 2001  | DJ Sammy                     | Espagne          | Heaven,                                                                   |
| 2001  | Fragma                       | Allemagne        | Everytime You Need Me                                                     |
| 2001  | AnnaGrace                    | Belgique         | Will I?                                                                   |
| 2001  | Lasgo                        | Belgique         | Something                                                                 |
| 2001  | Milk Inc.                    | Belgique         | Livin' a Lie                                                              |
| 2001  | Milk Inc.                    | Belgique         | Never Again                                                               |
| 2001  | Santamaria                   | Portugal         | Quero ser (tudo pra ti)                                                   |
| 2002  | Lucy Carr                    | Royaume-Uni      | Missing You                                                               |
| 2002  | Jan Wayne                    | Allemagne        | Because the night                                                         |
| 2002  | Modern Talking               | Allemagne        | Ready for the Victory                                                     |
| 2002  | Santamaria                   | Portugal         | Vou Entrar no teu Olhar                                                   |
| 2002  | Sylver                       | Belgique         | The Smile Has Left Your Eyes                                              |
| 2002  | AnnaGrace                    | Belgique         | Reason                                                                    |
| 2002  | AnnaGrace                    | Belgique         | Try                                                                       |
| 2002  | t.A.T.u.                     | Russie           | All the Things She Said                                                   |
| 2003  | DJ BoBo                      | Suisse           | Chihuahua                                                                 |
| 2003  | 4 Strings                    | Pays-Bas         | Take me away                                                              |
| 2003  | O-Zone                       | Moldavie         | Dragostea din tei                                                         |
| 2003  | Sylver                       | Belgique         | Why Worry                                                                 |
| 2003  | t.A.T.u.                     | Russie           | Not Gonna Get Us                                                          |
| 2004  | Günther                      | Suède            | Ding Dong Song                                                            |
| 2004  | Sylver                       | Belgique         | Love Is An Angel                                                          |
| 2005  | DHT                          | Belgique         | Listen to Your Heart (chanson de Roxette)#Version_DHTListen to Your Heart |
| 2005  | Crazy Frog                   | Suède            | Popcorn                                                                   |
| 2005  | Dared                        | Belgique         | Driver's Seat                                                             |
| 2005  | Santamaria                   | Portugal         | Dalay Lama                                                                |
| 2006  | Basshunter                   | Suède            | Boten Anna                                                                |
| 2006  | Santamaria                   | Portugal         | Poder ver te Outra vez                                                    |
| 2006  | September                    | Suède            | Cry for You                                                               |
| 2007  | Basshunter                   | Suède            | Now You're Gone                                                           |
| 2007  | Cascada                      | Allemagne        | What Hurts the Most                                                       |
| 2007  | Kate Ryan                    | Belgique         | Voyage, Voyage                                                            |
| 2007  | Santamaria                   | Portugal         | Eu Quero Saber                                                            |
| 2007  | September                    | Suède            | Can't Get Over                                                            |
| 2008  | Basshunter                   | Suède            | All I Ever Wanted                                                         |
| 2008  | Euroband                     | Islande          | This Is My Life                                                           |
| 2008  | Inna                         | Roumanie         | Hot                                                                       |
| 2008  | Kate Ryan                    | Belgique         | Ella, elle l'a                                                            |
| 2008  | Santamaria                   | Portugal         | Sem te ter aqui (pra mim)                                                 |
| 2008  | Waldo's People               | Finlande         | Lose Control                                                              |
| 2009  | Cascada                      | Allemagne        | Evacuate the Dancefloor                                                   |
| 2009  | Edward Maya                  | Roumanie         | Stereo Love                                                               |
| 2009  | Santamaria                   | Portugal         | Eu sem ti                                                                 |

## Années 2010
| Année | Artiste                           | Origine               | Chanson                  |
| ----- | --------------------------------- | --------------------- | ------------------------ |
| 2010  | Hera Björk                        | Islande               | Je ne sais quoi,         |
| 2010  | Rihanna                           | Barbade               | Only Girl (In the World) |
| 2010  | SunStroke Project and Olia Tira   | Moldavie              | Run Away                 |
| 2011  | Kelly Rowland featuring the WAV.s | États-Unis            | Down for Whatever        |
| 2011  | Eric Saade                        | Suède                 | Popular                  |
| 2011  | Alexandra Stan                    | Roumanie              | Mr. Saxobeat,            |
| 2011  | Pitbull featuring Marc Anthony    | États-Unis Porto Rico | Rain Over Me,            |
| 2012  | Loreen                            | Suède                 | Euphoria,                |
| 2012  | Sylver                            | Belgique              | City Of Angels           |
| 2012  | Oceana                            | Allemagne             | Endless Summer           |
| 2012  | R.I.O. featuring Nicco            | Allemagne États-Unis  | Party Shaker             |
| 2012  | Santamaria                        | Portugal              | Sou a tua Estrela        |
| 2012  | Tacabro                           | Italie                | Tacata'                  |
| 2013  | Justin Bieber featuring Ludacris  | Canada États-Unis     | All Around the World     |
| 2013  | Cascada                           | Allemagne             | Glorious                 |
| 2013  | Katy Perry                        | États-Unis            | Walking on Air           |
| 2018  | Calvin Harris & Dua Lipa          | Écosse Angleterre     | One Kiss                 |
| 2021  | Santamaria                        | Portugal              | Infinito                 |